# James Reimer
James Reimer (* 15. März 1988 in Winnipeg, Manitoba) ist ein kanadischer Eishockeytorwart, der seit November 2024 bei den Buffalo Sabres aus der National Hockey League unter Vertrag steht. Zuvor war er in der NHL bereits für die Toronto Maple Leafs, Florida Panthers, Carolina Hurricanes, zweimal für die San Jose Sharks sowie die Detroit Red Wings und Anaheim Ducks aktiv.

## Karriere

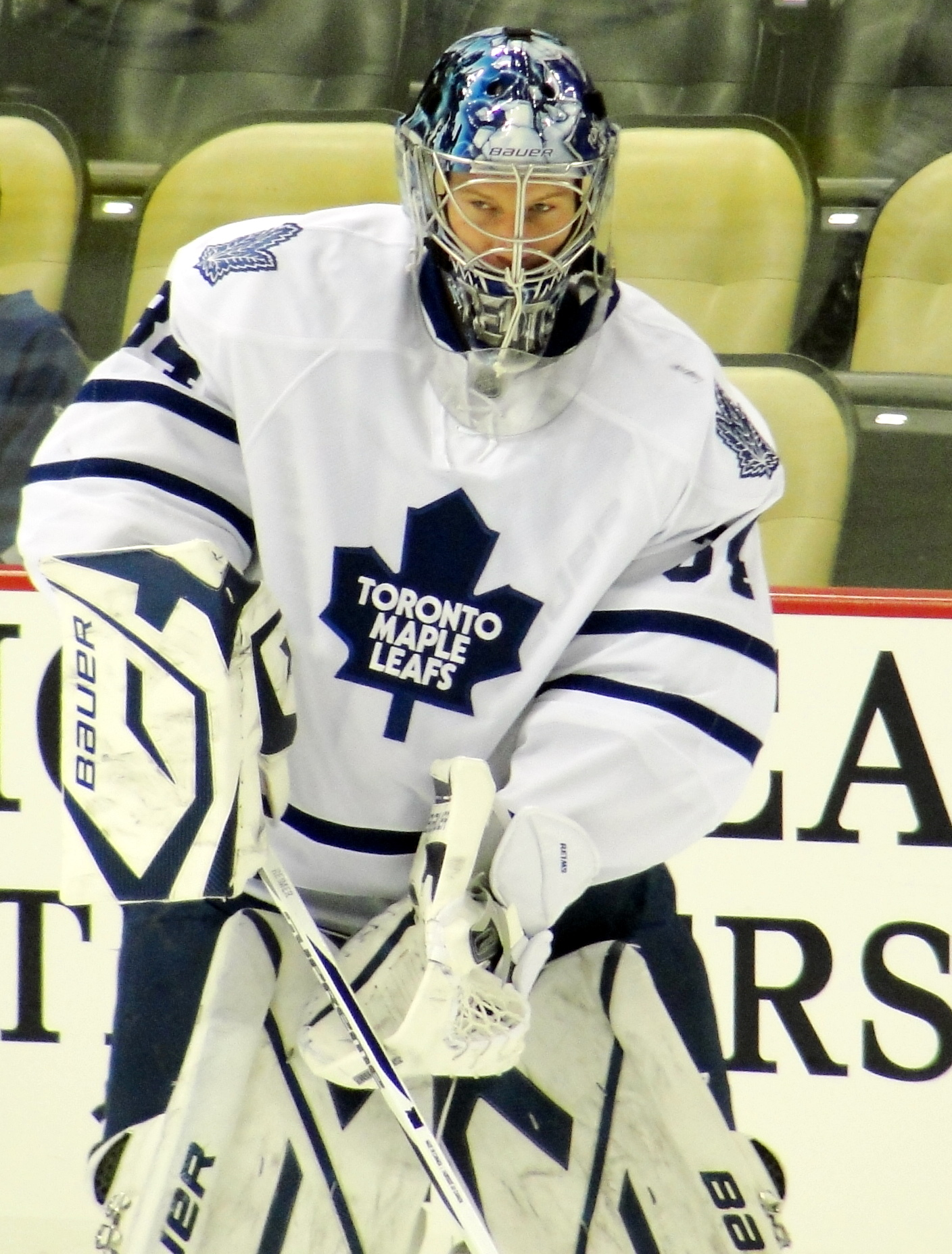
Reimer im Trikot der Maple Leafs (2012)

James Reimer begann seine Karriere als Eishockeyspieler bei den Red Deer Rebels, für die er von 2005 bis 2008 in der kanadischen Juniorenliga Western Hockey League aktiv war. In diesem Zeitraum wurde er im NHL Entry Draft 2006 in der vierten Runde als insgesamt 99. Spieler von den Toronto Maple Leafs ausgewählt. In der Saison 2008/09 absolvierte der Torwart seine ersten drei Einsätze für die Toronto Marlies, das Farmteam der Maple Leafs, in der American Hockey League (AHL). Den Großteil der Spielzeit verbrachte er allerdings in der ECHL. Dort begann er die Saison bei den Reading Royals und beendete sie bei den South Carolina Stingrays. Bei Letzteren konnte er in den Playoffs überzeugen und führte seine Mannschaft zum Gewinn des Kelly Cup. Als bester Spieler der Playoffs erhielt er zudem die Trophäe als Kelly Cup Playoffs Most Valuable Player. Bereits in der regulären Saison war der Kanadier bei den Stingrays mit einem Gegentorschnitt von 1,32 und einer Fangquote von 96,1 Prozent bei seinen sechs Einsätzen erfolgreich.
Zur Saison 2009/10 beorderten die Maple Leafs Reimer zu ihrem AHL-Farmteam Toronto Marlies, für das er während der gesamten Spielzeit regelmäßig auf dem Eis stand. Bei seinen 26 Einsätzen ließ er bei einer Fangquote von 92,5 Prozent im Schnitt nur 2,25 Gegentore pro Spiel zu. Nachdem er auch die Saison 2010/11 zunächst bei den Marlies begonnen hatte, wurde er nach guten Leistungen in den NHL-Kader der Maple Leafs aufgenommen und gab am 20. Dezember 2010 im Heimspiel gegen die Atlanta Thrashers sein Debüt in der National Hockey League. Fortan bildete er zusammen mit seinem Landsmann Jean-Sébastien Giguère das Torwartgespann bei den Maple Leafs.
Nach knapp acht Jahren in der Organisation der Maple Leafs wurde Reimer im Februar 2016 samt Jeremy Morin an die San Jose Sharks abgegeben. Im Gegenzug erhielten die Maple Leafs Ben Smith, Torhüter Alex Stalock sowie ein Viertrunden-Wahlrecht für den NHL Entry Draft 2018, das zu einem Wahlrecht der dritten Runde wird, sofern San Jose das Stanley-Cup-Finale gleichen Jahres erreicht. Reimer erreichte als zweiter Torhüter hinter Martin Jones das Stanley-Cup-Finale mit den Sharks, unterlag dort jedoch den Pittsburgh Penguins. Im Anschluss erhielt Reimer keinen neuen Vertrag in San Jose und unterzeichnete als Free Agent einen Fünfjahresvertrag bei den Florida Panthers, der ihm 3,4 Millionen US-Dollar pro Jahr einbringen soll.
Nach drei Jahren gaben ihn die Panthers jedoch im Juni 2019 an die Carolina Hurricanes ab und erhielten im Gegenzug den Torhüter Scott Darling sowie ein Sechstrunden-Wahlrecht für den NHL Entry Draft 2020. Nach dem Vertragsende wechselte Reimer im Juli 2021 abermals als Free Agent das Franchise. Bei den San Jose Sharks, bei denen er bereits im Jahr 2016 spielte, unterzeichnete er einen Vertrag mit einer Laufzeit von zwei Jahren. Ebenfalls als Free Agent wechselte er von dort im Juli 2023 zu den Detroit Red Wings und im Juli 2024 zu den Buffalo Sabres. Als diese ihn im Rahmen der Saisonvorbereitung im Oktober 2024 über den Waiver in die AHL schicken wollten, wurde sein Vertrag von den Anaheim Ducks übernommen. Nach zwei Partien dort kehrte er im November 2024 in gleicher Weise zu den Buffalo Sabres zurück.

## Erfolge und Auszeichnungen
- 2009 Kelly-Cup-Gewinn mit den South Carolina Stingrays
- 2009 Kelly Cup Playoffs Most Valuable Player
- 2011 NHL-Rookie des Monats März

## Karrierestatistik
Stand: Ende der Saison 2024/25

### International
Vertrat Kanada bei:
- Weltmeisterschaft 2011
- Weltmeisterschaft 2014

(Legende zur Torhüterstatistik: GP oder Sp = Spiele insgesamt; W oder S = Siege; L oder N = Niederlagen; T oder U oder OT = Unentschieden oder Overtime- bzw. Shootout-Niederlage; Min. = Minuten; SOG oder SaT = Schüsse aufs Tor; GA oder GT = Gegentore; SO = Shutouts; GAA oder GTS = Gegentorschnitt; Sv% oder SVS% = Fangquote; EN = Empty Net Goal; 1 Play-downs/Relegation; Kursiv: Statistik nicht vollständig)